# 東京フィルハーモニー会
東京フィルハーモニー会（とうきょうフィルハーモニーかい）は、かつて東京にあった演奏団体。1910年（明治43年）、西洋音楽普及のために鈴木米次郎とハインリヒ・ヴェルクマイスターが、男爵岩崎小弥太等の協力を得て設立。音楽家を後援する鑑賞団体として発足後、1915年（大正4年）管弦楽部を組織し管弦楽の演奏で一時代を画したが、1916年（大正5年）に管弦楽部は解散、団体としても数年後に解散した。東京フィルハーモニック・ソサエティとも呼ばれた。

## 設立の経緯
東京音楽学校で学んだ鈴木米次郎は、1897年（明治30年）頃に明治音楽会を仲間と設立し、西洋音楽普及のための演奏会を実施していた。1907年（明治40年）には東洋音楽学校を創設し、音楽教育に取り組んだ。明治音楽会の事務所が東洋音楽学校内に移され、学校に管弦楽部が設立されたが、十分な活動には至っていたなかった。そうした中で鈴木と東京音楽学校教師ハインリヒ・ヴェルクマイスターは、三菱合資会社副社長岩崎小弥太の協力を得て1910年（明治43年）3月、イギリスのロイヤル・フィルハーモニーに倣い東京フィルハーモニー会を設立した。岩崎は東京高等師範学校附属中学校で鈴木の教え子であった。また英国留学時代に西洋音楽に触れ、帰国後チェロをヴェルクマイスターに学び、友人と合奏を楽しんでいた。東京フィルハーモニー会の目的は、西洋音楽の普及振興を図るために、前途有望な音楽家を後援して立派な音楽を社会に提供しようというのである。会長には松方正義次男の松方正作、理事に岩崎小弥太、今村繁三、浜口坦、菊池乾太郎等、岩崎の英国留学以来の友人が就いた。そして指導者には、ヴェルクマイスターと共に東京音楽学校で教えていたアウグスト・ユンケルも迎えられた。

## 音楽鑑賞団体としての活動
東京フィルハーモニー会には大隈重信伯爵や各国大使、公使のほとんどが会員になり、1910年4月3日に第1回演奏会、6月に第2回の演奏会を開催し、いずれも盛会であった。第1回は和洋折衷の音楽、第2回は三浦環が呼び物で、有楽座が満員になった。
1910年（明治43年）10月30日に第3回演奏会が有楽座で開催された。管弦楽は海軍軍楽隊を瀬戸口藤吉楽長が指揮し、チャイコフスキー、サン＝サーンス、メンデルスゾーン他の小曲を演奏した。
1914年（大正3年）12月6日に帝国劇場で開催された第14回演奏会は、東京フィルハーモニー会主催恤兵音楽会と銘打っていた。この年に第一次世界大戦が勃発したので、処々に恤兵音楽会が催されるようになっていた。管弦楽は海軍軍楽隊東京派遣所全員と三越少年音楽隊全員のほかに、東京音楽学校卒業生や宮内省楽部の有力な人々が加わった。指揮は山田耕筰で、曲目はワーグナーの『ローエングリン』前奏曲、山田耕筰の音詩『曼陀羅の華』、ビゼーの『カルメン』よりミカエラの詠唱、同ハバネラ、山田の交響曲『かちどきと平和』であった。山田の指揮による80名の交響楽団の演奏は前代未聞で、当時の日本人にとってほとんど未知の世界だった交響曲的音楽を提示した山田は、英雄視されるようになった。岩崎男爵はこの成功を喜び、東京フィルハーモニー会管弦楽部の組織を山田耕筰に託した。

## 東京フィルハーモニー会管弦楽部
山田耕筰は東京フィルハーモニー会管弦楽部のために30余名の楽員を組織したが、コンサートマスターにはユンケルにヴァイオリンを学んだ東儀哲三郎、コントラバスに原田潤、ほか東京音楽学校出身者や宮内省の楽師が参加した。これが日本で最初の民間交響楽団であった。楽団は予約会員を募り、5月から月に1度の演奏会を山田耕筰の指揮、帝国劇場にて開催した。
1915年（大正4年）5月23日に開催された東京フィルハーモニー会管弦楽部の第1回演奏会では、山田耕筰『序曲』、シュトラウス『美しく青きドナウ』『芸術家の生活』『ウィーン気質』、ファル『不朽のワルツ』『離婚した女』、レハール『妖女の舞踏』『気軽な寡婦』が演奏された。
6月27日の第2回演奏会では、ウェーバー『アブハッサン』序曲、ブルッフ『テルモビレーの戦死者に』管弦楽伴奏付男声合唱、ハイドン『交響曲第11番』、ピエルネ『パストラール』管楽5重奏、メンデルスゾーンの歌劇『異国よりの帰郷』中の二重唱、ビゼー『アルルの女』が演奏された。
9月26日の第3回演奏会では、シューベルトの『未完成交響曲』、マスネの『アルザスの風景』、ビゼー『アルルの女』第二組曲などが演奏された。
10月24日の第4回演奏会では、ベートーヴェン『レオノーレ序曲』、ワーグナー『タンホイザー』より、山田耕筰『日本組曲』他が演奏された。
11月21日の第5回演奏会では、グルック『アウリスのイフィゲニア』序曲、メンデルスゾーン『カプリッチオ』ヴァイオリン独奏、管弦楽伴奏、チャイコフスキー『無言の歌』弦楽、モーツァルト『メヌエット』弦楽、山田耕筰編曲『千鳥の曲』などが演奏され。
12月12日には帝劇に於いて、大正天皇の即位礼を祝う大礼奉祝音楽会を開催し、各宮・各宮妃の台臨があって盛会であった。山田耕筰は自作『君が代の主題による御大典奉祝前奏曲」を指揮した。
12月19日の第6回演奏会では、サン＝サーンス『アルジェリア組曲』、マイアーベーア『預言者』より戴冠式行進曲、サラサーテ『スペイン舞曲』、山田耕筰『御大典奉祝前奏曲』などが演奏された。
1916年（大正5年）2月に山田の身辺に起こった中傷から岩崎男爵の補助が打ち切られ、東京フィルハーモニー会管弦楽団は解散した。音楽評論家の堀内敬三は、「欧州の標準を維持してよい管弦楽曲を紹介し、名前だけ聞いていたワーグナーの作品などたくさん聴かせてくれたが、解散して残念だった」と語っている。
2月に管弦楽団は解散したが、東京フィルハーモニー会はその後数年存続した。

## 東京オーケストラ団
東京フィルハーモニー会は発足の1910年に管弦楽隊の隊員15名を募集したところ、20余名の応募があり、9月よりユンケル、ヴェルクマイスター両教授が指導にあたることになった。応募者の多くは東洋音楽学校の卒業生、在校生であり、指導は東洋音楽学校の中で行われた。この管弦楽団は後に「東京オーケストラ団」の名称で演奏を行うが、1912年（明治45年）に岩崎男爵と折り合いがつかず支援を打ち切られ、東京フィルハーモニー会から離れて独自の活動を続けた。
1923年（大正12年）の関東大震災で楽器が焼失したため活動できなくなった。